# Blommersia wittei
Blommersia wittei es una especie de anfibios de la familia Mantellidae.
Es endémica de Madagascar.
Su hábitat natural incluye bosques bajos y secos, sabanas, pantanos, marismas de agua dulce, corrientes intermitentes de agua dulce, plantaciones, jardines rurales, zonas previamente boscosas ahora muy degradadas y estanques.